# Говерла (Ясіня)
Футбольно-Спортивний клуб «Говерла» (Ясіня) або просто ФСК «Говерла» (Ясіня) — аматорський український футбольний клуб зі селища міського типу Ясіня Закарпатської області.

## Історія
Першою футбольною командою, яка започаткувала традиції футболу в Ясінях, наприкінці XIX століття, була команда прикордонних військ Угорщини і іменувалася "Гонвед", та грала в чемпіонаті Збройних сил Австро-Угорщини.
Футбольний клуб «Говерла» з смт. Ясіня була заснована в 1947 році, як команда працівників місцевого Лісокомбіната "Радянські Карпати". За період існування він майже завжди виступала в Чемпіонатах Закарпатської області. Після розпаду СРСР та банкрутства власника команди Лісокомбінату, команда на деякий час перестала існувати, але завдяки ентузіазму нині покійного тренера Леоніда Овода, колишнього вихованця команди, «Говерлу» вдалося відродити знову. В 2003 році футбольна команда «Говерла» була перейменована в Футбольний клуб, і відбулася юридична реєстрація в органах юстиції, футбольного клуба як Громадського об'єднання громадян смт.Ясіня, які і виступили засновниками клубу. Президентом клубу було обрано депутата Закарпатської обласної ради, і вихованця клубу Антона Зелінського. За період Президентства в клубі Антона Зелінського була розбудована структура клубу, створена Наглядова Рада клубу, розроблений Устав, символіка і атрибутика клубу, емблема, прапор, першими в 2005 році, на Закарпатті  клубом було прийнято офіційний Гімн ФК «Говерла», та в 2008 році було відкрито магазин футбольної атрибутики клубу, і офіційний вебсайт клубу, а в 2008 році ФК «Говерла» (Ясіня) здобула найвище своє досягнення, стала срібним призером Чемпіонату Закарпаття в Супер-Лізі. Після здобуття "срібла", керівництвом клубу було кардинально змінено концепцію подальшого розвитку футбольного клубу, і вирішено було зробити ставку на виховання своїх місцевих футболістів, і відмови від «легіонерів», для чого було створено власну футбольну школу в якій в різних вікових групах займаються близько 100 обдарованих майбутніх футболістів, уродженців Ясіні та навколишніх сіл. В 2010 році президентом клубу було обрано місцевого підприємця і мецената, також вихованця клубу Юрія Суховію, а Антон Зелінський став Почесним Президентом клубу. В 2010 році команда виступала в Чемпіонаті «Гуцульської Ліги» Рахівського району, де також здобула "срібло", а з 2011 року ФК "Говерла" Ясіня виступає в Першій Лізі  Закарпаття. На початку 2012 року, з метою подальшого розвитку клубу, спортивно-патріотичного виховання молоді та підтримки інших популярних в смт. Ясіня окрім футболу видів спорту,таких як жіночий футбол, альпінізм, гірські лижі, хортинг, було прийнято рішення про перейменування футбольного клуба "Говерла", в Футбольно-Спортивний клуб "Говерла" (Ясіня), та розроблено нову символіку атрибутику клубу.

## Логотипи
Еволюція логотипу

## Досягнення
- Чемпіонаті «Гуцульської Ліги» Рахівського району
  -  Срібний призер (1): 2010
- Чемпіонат Закарпатської області
  -  Срібний призер (1): 2008

## Склад команди
Воротарі
- Бровчук Роман
- Зеленчук Василь
- Дробота Михайло

Захисники
- Станіцький Євген
- Цуперяк Валерій
- Мільчевич Борис
- Подобедов Роберт
- Микитюк Іван

Півзахисники
- Сурядний Євген
- Терпак Василь
- Райєнд Віктор
- Бунтушак Микола
- Гафіяк Тарас
- Климпотюк Дмитро
- Кушнірук Василь
- Рибак Дмитро
- Зеленчук Микола
- Тулайдан Олександр

Нападники
- Павлючок Мирослав
- Ігнатюк Олексій
- Сорич Дмитро
- Титаренко Олександр
- Чубернат Михайло
- Дячук Іван
- Новіков Віктор